# Magnus Ditlev
Magnus Elbæk Ditlev né le 31 octobre 1997 à Virum au Danemark, est un triathlète danois, vainqueur sur compétition Ironman 70.3 et Ironman.

## Palmarès
Le tableau présente les résultats les plus significatifs (podium) obtenus sur les circuits international de triathlon depuis 2020.
| Année | Compétition                               | Pays       | Position           | Temps           |
| ----- | ----------------------------------------- | ---------- | ------------------ | --------------- |
| 2024  | Championnats du monde d'Ironman 2024      | États-Unis | Médaille d'argent  | 7 h 43 min 39 s |
| 2024  | Challenge Roth                            | Allemagne  | Médaille d'or      | 7 h 23 min 24 s |
| 2024  | Étape du T100 de Miami                    | États-Unis | Médaille d'or      | 3 h 9 min 8 s   |
| 2023  | Championnats du monde d'Ironman 2023      | France     | Médaille de bronze | 8 h 11 min 43 s |
| 2023  | Challenge Roth                            | Allemagne  | Médaille d'or      | 7 h 24 min 40 s |
| 2023  | PTO - European Open                       | Espagne    | Médaille de bronze | 3 h 15 min 36 s |
| 2022  | Ironman Mexique                           | Mexique    | Médaille d'or      | 7 h 50 min 40 s |
| 2022  | Championnats du monde d'Ironman 70.3 2022 | États-Unis | Médaille de bronze | 3 h 39 min 51 s |
| 2022  | PTO - US Open                             | États-Unis | Médaille d'argent  | 3 h 17 min 58 s |
| 2022  | Challenge Roth                            | Allemagne  | Médaille d'or      | 7 h 35 min 48 s |
| 2022  | Ironman Texas                             | États-Unis | Médaille d'argent  | 7 h 58 min 11 s |
| 2021  | Clash Daytona                             | États-Unis | Médaille d'or      | 3 h 10 min 7 s  |
| 2021  | Ironman 70.3 Portugal                     | Portugal   | Médaille d'or      | 3 h 47 min 50 s |
| 2021  | Challenge Peguera (en) Mallorca           | Espagne    | Médaille de bronze | 3 h 47 min 7 s  |
| 2021  | Challenge Budva                           | Monténégro | Médaille d'or      | 3 h 46 min 29 s |
| 2021  | Challenge Samorin                         | Slovénie   | Médaille d'argent  | 3 h 39 min 44 s |
| 2021  | Ironman 70.3 St. George                   | États-Unis | Médaille de bronze | 3 h 45 min 10 s |
| 2020  | Ironman 70.3 Gdynia                       | Pologne    | Médaille d'or      | 3 h 42 min 37 s |